# Xenochlorodes olympiaria
Xenochlorodes olympiaria là một loài bướm đêm trong họ Geometridae.